# Lions (album)
Pour les articles homonymes, voir Lions.
Albums de The Black Crowes
By Your Side
(1999) Warpaint
(2008)
Singles
1. Lickin'
Sortie : 2001
2. Soul Singing
Sortie : 2001

Lions est le sixième album studio du groupe américain de rock, The Black Crowes. Il est sorti le 7 mai 2001 sur le label V2 Records et a été produit par Don Was.

## Historique
Après avoir quitté Columbia Records, le groupe signe avec le nouveau label créé par Richard Branson, V2 Records. L'enregistrement de cet album se fera les mois de janvier et février 2001 dans deux studios new-yorkais, les Montana Rehearsal Studios et le Theater 99 Recording studio. C'est principalement dans ce dernier que l'album fut enregistré, cet ancien théâtre musical Yiddish reconverti en studio d'enregistrement offrant une acoustique remarquable. Les sessions se déroulèrent sur la scène centrale, ce qui apporta une ambiance "live" et chaleureuse aux chansons.
À l'heure des sessions d'enregistrement, le groupe ne compte plus de bassiste et c'est Rich Robinson et à moindre mesure le producteur Don Was qui assurent les parties de basse sur cet enregistrement.
Cet album entra directement à la 20e place du Billboard 200 aux États-Unis et à la 37e place des charts britanniques.
Le groupe partira en tournée dès la sortie de l'album accompagné par le groupe anglais Oasis et le groupe américano-anglais Spacehog. La tournée sera nommée The Tour of Brotherly Love (Le Tour de l'amour fraternel en français), chacun des trois groupes comprenant deux frères en son sein. Après la tournée américaine Listen Massive Tour, le groupe fera une pause jusqu'en 2006.

## Liste des titres
- Tous les titres sont signés par Chris et Rich Robinson

| No  | Titre                        | Durée |
| --- | ---------------------------- | ----- |
| 1.  | Midnight from the Inside Out | 4:20  |
| 2.  | Lickin'                      | 3:42  |
| 3.  | Come On                      | 2:58  |
| 4.  | No Use Lying                 | 4:57  |
| 5.  | Losing My Mind               | 4:26  |
| 6.  | Ozone Mama                   | 4:00  |
| 7.  | Greasy Grass River           | 3:20  |
| 8.  | Soul Signing                 | 3:54  |
| 9.  | Miracle To Me                | 4:42  |
| 10. | Young Man, Old Man           | 4:14  |
| 11. | Cosmic Friends               | 5:23  |
| 12. | Cypress Tree                 | 3:41  |
| 13. | Lay It All On Me             | 5:29  |

## Musiciens
The Black Crowes
- Chris Robinson: chant, harmonica
- Rich Robinson: guitares, basse, piano sur Lay It All On Me
- Steve Gorman: batterie, percussions
- Eddie Harsh: claviers
- Audley Freed: guitares

Musiciens additionnels
- Don Was: basse sur Come On et Lay It All on Me
- Craig Ross: guitare sur Greasy Grass River
- Maxine Waters, Oren Waters, Rose Stone et Julie Waters: chœurs sur Soul Singing
- Teese Gohl: string arrangement

## Charts
Charts album
| Pays        | Durée du classement | Meilleur classement |
| ----------- | ------------------- | ------------------- |
| Allemagne   | 2 semaines          | 66e                 |
| Canada      | 1 semaine           | 20e                 |
| États-Unis  | 6 semaines          | 20e                 |
| France      | 1 semaine           | 141e                |
| Pays-Bas    | 3 semaines          | 78e                 |
| Royaume-Uni | 2 semaines          | 37e                 |
| Suède       | 1 semaine           | 51e                 |
| Suisse      | 2 semaines          | 68e                 |

Charts singles
| date       | Single       | Chart                  | Position |
| ---------- | ------------ | ---------------------- | -------- |
| 21/04/2001 | Lickin'      | Mainstream Rock Tracks | 9e       |
| 30/06/2001 | Soul Singing | Mainstream Rock Tracks | 12e      |
| 04/08/2001 | Soul Singing | UK Singles Chart       | 80e      |